# Pascal Fulacher
 (janvier 2016).
Si vous disposez d'ouvrages ou d'articles de référence ou si vous connaissez des sites web de qualité traitant du thème abordé ici, merci de compléter l'article en donnant les références utiles à sa vérifiabilité et en les liant à la section « Notes et références ».
Pascal Maurice Fulacher (né le 19 février 1959 à Mâcon, en Saône-et-Loire) est un journaliste, un historien de l'art, un éditeur, un conservateur de musée et un commissaire d'exposition français, spécialiste du livre et de la reliure. Il est l’auteur de nombreux articles et ouvrages sur l'histoire du livre, du papier et de la reliure de création.

## Biographie
Fils de Jean Fulacher et de Marie-Thérèse Devillard, Pascal Fulacher effectue des études de lettres à l'université Panthéon-Sorbonne où il obtient une licence ès-lettres en 1983, puis l'année suivante à l'École des hautes études en sciences de l'information et de la communication (CELSA), où il passe une maitrise. Il est en outre docteur en « Art et sciences de l'art » de l'université Panthéon-Sorbonne, avec une thèse sur L'Esthétique du livre de création au XXe siècle : du papier à la reliure, 2004.
Pascal Fulacher commence sa carrière en tant que journaliste spécialisé en février 1985 à la revue Art & Métiers du livre, publiée alors par les éditions Technorama, et en devient en 1987 le secrétaire général de la rédaction puis en 1990 le rédacteur en chef. Il développe ce magazine initialement destiné aux professionnels et aux amateurs de reliures d’art en l’ouvrant à l’histoire du livre, à la bibliophilie, à la calligraphie et à l’estampe. Il lance dès 1986 des numéros spéciaux qui feront date : Pierre-Jules Hetzel (1986), Les Albums d'estampes (1987), Louis Jou, prince des artistes du livre (1988), L'Image en Chine : signe, illustration et livre (1990), Le Romantisme typographique (1991), Le Département des estampes de la Bibliothèque nationale (1992), L'Atelier Schmied (1993), Arts & Métiers graphiques 1927-1939 (1994), La Réserve des livres rares et précieux de la Bibliothèque nationale (1994), La Bibliothèque historique de la Ville de Paris (1994), Collectionneurs et Collections (1996), La Bibliothèque de l'Arsenal (1997), Bibliophilie et Gastronomie (1998), Livres et Religions (1999), La Bibliothèque Mazarine (2001).
Il lance par la suite, sous le même sigle, des guides thématiques sur Pékin, le Québec, New York, Lyon, Lisbonne…
En 1989, il publie, avec Marie-Ange Doizy aux éditions Technorama, un important ouvrage sur l’histoire du papier Papiers et Moulins des origines à nos jours (deux éditions, courante et luxe) qui est réédité en 1997 par les éditions Art & Métiers du livre. Au début des années 1990, il coordonne deux numéros de la revue Métiers d'art, publiée par la Société d'encouragement aux métiers d'art : celui sur les arts du livre (n° 43) et celui sur la reliure (n° 44).
En 1992, à la demande de Jean Dérens, alors directeur de la Bibliothèque historique de la Ville de Paris, il entre au comité d’organisation d’une importante exposition internationale de reliures d’art organisée par la Ville de Paris qui se déroule la même année au Couvent des Cordeliers sous le titre Reliures d’art 1992. Il rédige le catalogue de cette exposition qui comporte de nombreuses monographies de relieurs contemporains.
En 1994, il fonde sa propre maison d’édition, Art & Métiers du Livre/Éditions, acquiert le titre Art & Métiers du livre et publie sous cette enseigne de nombreux ouvrages dont il assure la direction éditoriale. Mentionnons parmi les principaux titres publiés : La Reliure, recherches historiques, techniques et biographiques sur la reliure française, de Roger Devauchelle (1995), De la dominoterie à la marbrure : histoire des papiers décorés pour le livre du XVIe siècle à nos jours, de Marie-Ange Doizy (1996), La Reliure, manuel pratique, de Vladimir Tchékéroul (1997), La Mémoire lithographique : 200 ans d’images, de Jörge de Sousa (1998), La Reliure du XIXe siècle, d’Henri Beraldi (1998), La Reliure française de 1900 à 1925, d’Ernest de Crauzat (1999). Dans le cadre de son activité d’éditeur, il publie plusieurs catalogues thématiques tels que Métiers d’art en bibliothèque, pour le Ministère de la Culture en 1997, ou Livres d’artistes contemporains, pour l’Ambassade de France en Chine (1996).
Dès le début des années 1990, il devient un auteur régulier dans sa spécialité à l'Encyclopædia Universalis. En 2001, le magazine Art & Métiers du livre est racheté au groupe Faton. Pascal Fulacher poursuit alors son activité de rédacteur spécialisé au Magazine du bibliophile, et rédige le catalogue de l’exposition La Reliure contemporaine à l’Union centrale des arts décoratifs qui se déroule à la bibliothèque des Arts décoratifs en 2002.
Entre 2001 et 2004, il prépare une thèse universitaire qui a pour titre « L'Esthétique du livre de création au XXe siècle : du papier à la reliure », thèse qu’il soutient en décembre 2004 à l’université Panthéon-Sorbonne.
En 2004, il devient conservateur au Musée des lettres et manuscrits à Paris, pour en diriger les principales expositions. Parmi celles-ci : Signes des temps, la calligraphie latine (2005), Voyage au centre de Jules Verne (2006), Le Titanic au cœur de l’Océan (2007), Parlez-moi d’amour (2007), L'Aigle et la Plume, les manuscrits de Napoléon (2008), André Breton, d’un manuscrit à l’autre (2009), Six siècles d’art du livre (2012), Jean Cocteau, les miroirs d’un poète (2013). Le musée ferme en 2015, à la suite d'un scandale judiciaire.
En 2007, il est nommé rédacteur en chef de Plume, le magazine du patrimoine écrit, lancé en 1993. En 2012, il publie aux éditions Citadelles & Mazenod, Six siècles d’art du livre, de l’incunable au livre d’artiste, et en 2013, aux éditions Gallimard, en collaboration avec Dominique Marny, un livre consacré à Jean Cocteau.
Expert-consultant en livres anciens et modernes, il est l’auteur de très nombreux articles sur ces sujets, publiés dans Art & Métiers du livre, Métiers dart, Le Magazine du bibliophile, Plume, Universalia, Le Livre & l'Estampe, Gryphe… et de nombreuses contributions dans divers ouvrages collectifs et catalogues d’exposition et il donne de nombreuses conférences à travers le monde sur les livres anciens, les livres de peintres, les livres d’artistes, la bibliophilie, le papier, la reliure…   
À côté de son activité journalistique, Pascal Fulacher enseigne l’histoire du livre, l’histoire et les techniques de la fabrication du papier, l’histoire de la reliure de création, les techniques éditoriales. c'est ainsi qu('entre 2001 et 2005 il est chargé de cours en Histoire du Livre et de la Reliureà l'École Estienne et qu'en 2006-2007 il est chargé du cours Histoire des techniques papetières et techniques éditoriales à l'université de Reims Champagne-Ardenne.
Il est également conseiller scientifique pour le film documentaire d’Axel Clévenot Le Livre, le Texte et l'Image, produit par Johl & Sons (2012), et pour la série Post scriptum, série de 24 courts métrages de 3 minutes sur des livres et manuscrits d’exception produits et réalisés par WebTvProd (2012-2014).
De 2016 à 2021, il est directeur de l'Atelier du livre d'art et de l'estampe de l'Imprimerie nationale, installé dans l'usine de Flers-en-Escrebieux, près de Douai, chargé d'imprimer des livres de bibliophilie mais également de conserver et valoriser les riches collections de l'Imprimerie nationale.

## Publications
- Papiers et Moulins des origines à nos jours, co-écrit avec Marie-Ange Doizy. Paris, Art & Métiers du Livre Éditions/Ed. Technorma, 1989. 277 p. ; réédition en 1997
- Six siècles d’art du livre, de l’incunable au livre d’artiste. Paris, Citadelles & Mazenod/ Musée des lettres et manuscrits, 2012. 318 p.
- Jean Cocteau le magnifique. Les miroirs d’un poète, co-écrit avec Dominique Marny, préface de Gérard Lhéritier, coédition Gallimard / Musée des lettres et manuscrits, 2013. 174 p.
- Reliures d’art. Catalogue de l'exposition, 1992. Paris, Mairie de Paris, 1992
- Métiers d’art en bibliothèque. Paris, Ministère de la Culture / Fondation Banques CIC pour le livre, 1997
- La Reliure contemporaine à l’UCAD. Paris, Bibliothèque des Arts décoratifs, 2002
- Voyage au centre de Jules Verne. Paris, Musée des Lettres et Manuscrits / Bibliothèque-médiathèque de la ville d’Amiens Métropole, 2006
- Il a publié de nombreux textes sur l’histoire du livre, de la reliure, de la typographie, du graphisme dans l’Encyclopaedia Universalis de 1990 à 2003[5]